# Zé Carreiro
Lúcio Rodrigues de Souza, mais conhecido pelo nome artístico de Zé Carreiro (Porto Ferreira, 24 de dezembro de 1922 — São Paulo, 21 de maio de 1970), foi um cantor brasileiro, um dos pioneiros do estilo sertanejo/caipira.

## Biografia
Nasceu no dia 24 de dezembro de 1922, numa fazenda que fazia divisa com Santa Rita do Passa Quatro, no interior de São Paulo. Aos sete dias de vida, foi batizado na antiga Igreja de São Sebastião, de Porto Ferreira, passando mais tarde a residir na cidade.
Aos 15 anos, foi empregado da Cerâmica Porto Ferreira. Posteriormente, mudou-se para São Paulo.
No final da década de 1940, depois de cantar em diversas duplas, conheceu Adauto Ezequiel, natural de Bofete, formando a dupla que foi batizada pelo compositor Armando Rosas com o nome de Zé Carreiro & Carreirinho.
Sempre ligado a Porto Ferreira, onde passou a infância e adolescência, Zé Carreiro sempre mencionava a terra do balseiro João Ferreira, o Rio Mogi-Guaçu, a vida da caça, do mato, em inúmeros cururus e modas de viola que compôs.
No dia 5 de julho de 1950, a dupla estava nos estúdios da gravadora Continental, para as duas primeiras gravações em disco (bolachão) de 78 rpm, com as músicas "Canoeiro" (cururu) e "Ferreirinha" (moda de viola), com grande sucesso.
Zé Carreiro & Carreirinho fizeram apresentações em circos, bailes, shows, rádios de todo o Brasil e seguiram outras gravações em disco, até 1958, quando se separaram.
Durante um ano, Zé Carreiro fez parceria com Pardinho, que em 1959 fez dupla com Tião Carreiro, ou seja; Tião Carreiro & Pardinho. Nesse ínterim, Carreirinho fez dupla com Tião Carreiro. No dia 21 de maio de 1970, Lucio Rodrigues de Souza faleceu na cidade de São Paulo. Porto Ferreira, para eternizar e homenagear a pessoa de seu compositor e representante da música do interior paulista destinou-lhe, em 1985, o nome de uma rua do bairro Serra D’água.
No ano seguinte, a senhora Célia Ribeiro e o professor Luiz Rosa Camargo, através do GEMT (Grupo Ecológico Minha Terra), organizaram uma homenagem ao compositor, recebendo sua mãe, então com 88 anos, diversos familiares e amigos que presentearam o Museu Histórico e Pedagógico com a viola de Zé Carreiro, alguns discos de 78 rpm,  seus dados biográficos e fotografias. Zé Carreiro gravou mais de 50 discos de 78 rpm, alguns LPs e dois compactos.
Devido a problemas de surdez e nas cordas vocais, teve dificuldades para continuar gravando, entretanto sua inspiração não esmoreceu.
Zé Carreiro & Carreirinho foram consagrados como os maiores violeiros do Brasil.